# Мулдакаевский сельсовет
Мулдакаевский сельсове́т — упразднённая в 2004 году административно-территориальная единица и сельское поселение (тип муниципального образования) в составе Белорецком районе Башкортостана.
Объединён с сельским поселением Ассинский сельсовет. Административный центр — село Мулдакаево.

## История
Образован в составе Белорецкого района 21 июня 1960 года на основании Указа Президиума Верховного совета Башкирской АССР «О передаче Мулдакаевского сельсовета Архангельского района в состав Белорецкого района». 17 декабря 2004 года Ассинский и Мулдакаевский сельсоветы Белорецкого района были объединены с сохранением наименования Ассинский сельсовет с административным центром в селе Ассы. Мулдакаевский сельсовет был исключен из учетных данных.
Согласно «Закону о границах, статусе и административных центрах муниципальных образований в Республике Башкортостан», имело статус сельского поселения.